# Conjuntos neogótico vitoriano e Art déco de Mumbai
Conjuntos de Gótico Vitoriano e Art Deco em Mumbai é uma série de construções do século XIX em estilo Neogótico do século XX em estilo Art déco localizadas em Bombaim (antiga Mumbai),Maharashtra, India. Essas construções localiza-mse perto de Oval Maidan, um local conhecida como a Esplanada. A porção leste do Oval é flanqueada por construções públicas Neogóticas e o lado oeste por construções Art Deco. Essa denominação engloba 94 construções.

## Galeria

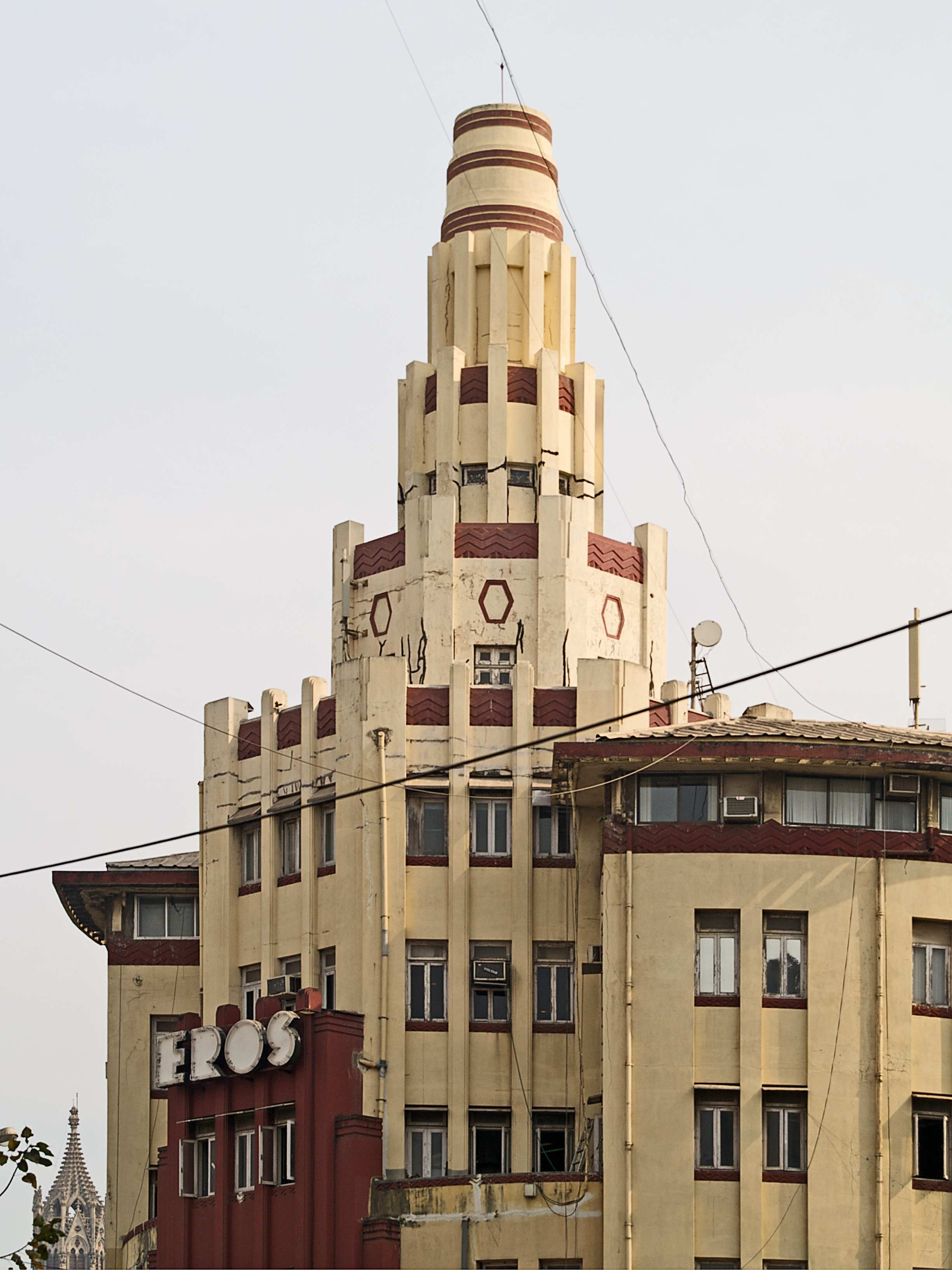
Cinema Eros
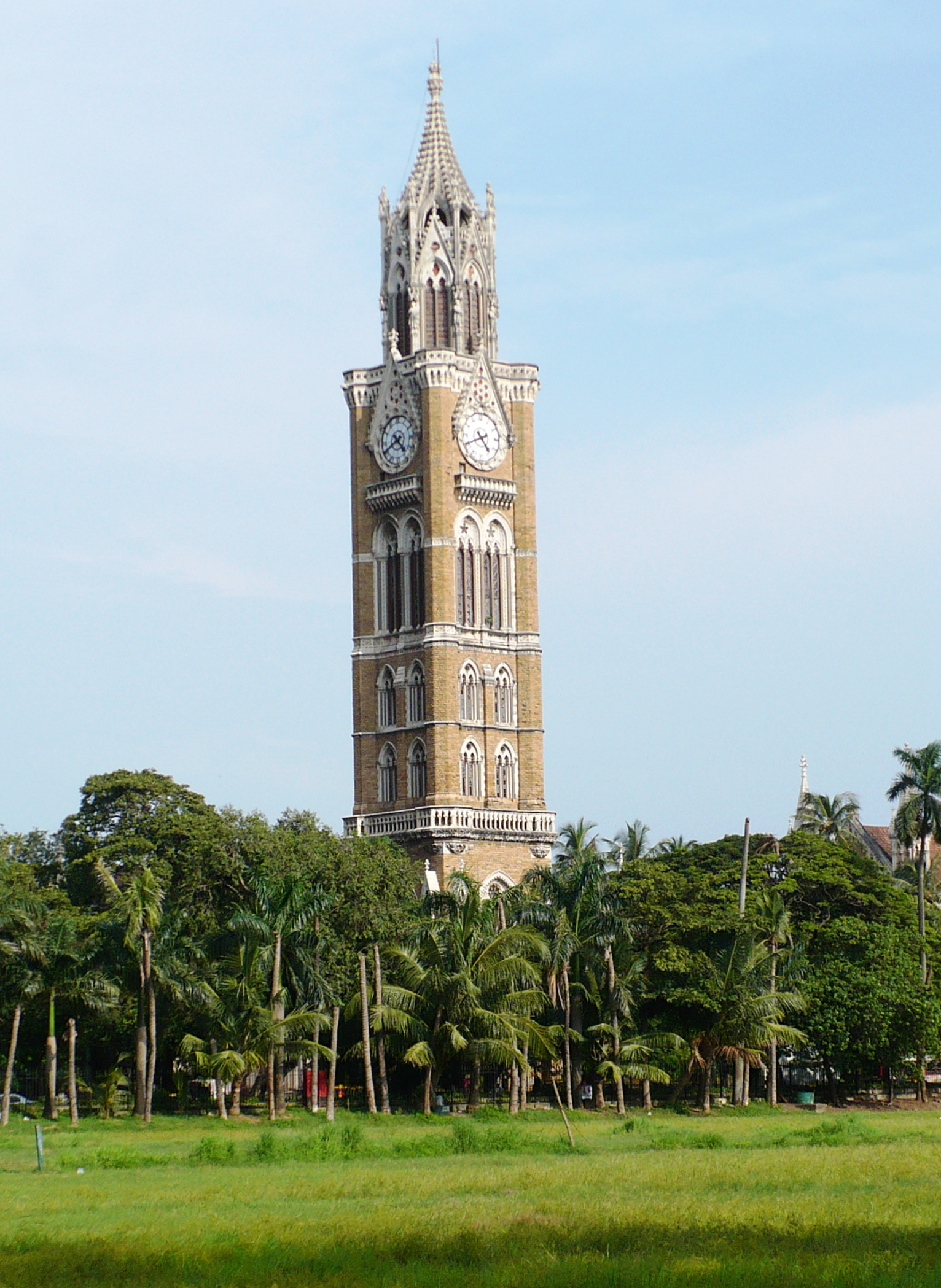
Torre do relógio Rajabai
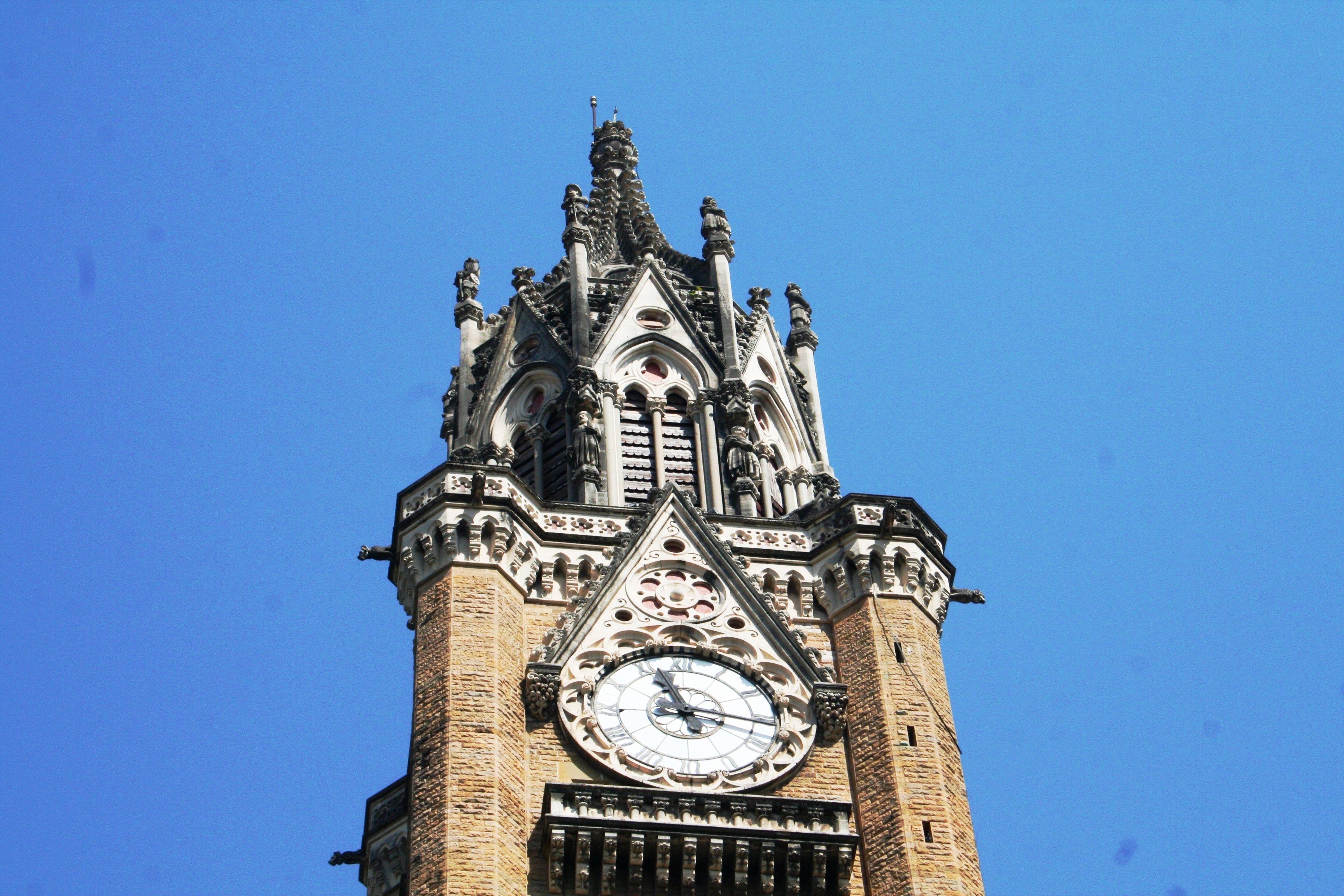
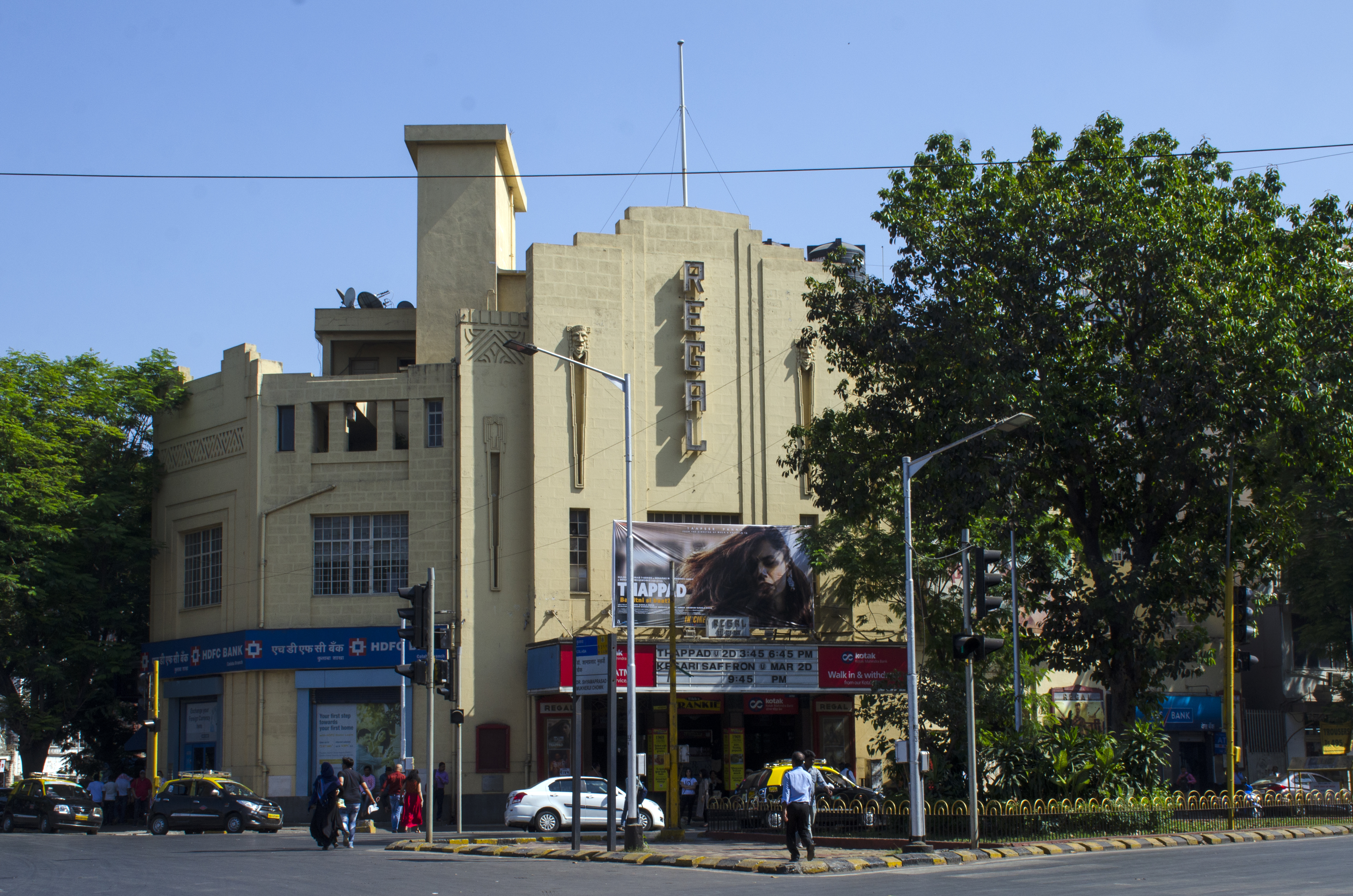
Cinema Regal

## UNESCO
Foi inscrito como Patrimônio Mundial da UNESCO em 2018 por: "criarem um estilo arquitetônico único, chamado Indo-Deco...testemunham as fases da modernização a que Bombaim foi submetida nos cursos dos Séculos XIX e XX"